# Сибити
Сиби́ти (фр. Sibiti) — город в Республике Конго, центр департамента Лекуму. Расположен на высоте 450 метров над уровнем моря. Население на 2010 год — 22 380 человек. В Сибити существует аэропорт.
Среднегодовая температура воздуха — 24,6°С. Годовая сумма осадков — 1505 мм. Наибольшее их количество выпадает с ноября по декабрь, наименьшее — с июня по август. Среднегодовая скорость ветра — 2,6 м/с.
| Показатель              | Янв.  | Фев.  | Март | Апр.  | Май   | Июнь  | Июль  | Авг.  | Сен.  | Окт.  | Нояб. | Дек.  | Год  |
| ----------------------- | ----- | ----- | ---- | ----- | ----- | ----- | ----- | ----- | ----- | ----- | ----- | ----- | ---- |
| Средняя температура, °C | 24,04 | 24,28 | 24,4 | 24,52 | 24,59 | 24,04 | 24,96 | 25,52 | 25,63 | 24,86 | 24,19 | 24,09 | 24,6 |
| Норма осадков, мм       | 181   | 170   | 192  | 210   | 134   | 6     | 0     | 1     | 16    | 107   | 293   | 195   | 1505 |
| Источник: Gaisma        |       |       |      |       |       |       |       |       |       |       |       |       |      |